# Waka Yamada
Pour les articles homonymes, voir Waka.
Waka Yamada (山田わか, Yamada Waka) (1er décembre 1879 - 6 septembre 1957) est une pionnière du féminisme japonais et réformiste sociale.

## Jeunesse
Née sous le nom d’Asaba Waka dans l'actuelle ville de Yokosuka dans la préfecture de Kanagawa dans une pauvre famille paysanne, elle se rend à Yokohama en 1897 à 18 ans pour chercher du travail. Elle est cependant enlevée et vendue comme prostituée à Seattle, devenant connue sous le surnom de l'« Oyae arabe ». Elle est une esclave sexuelle jusqu'en 1900 quand elle rencontre un journaliste japonais, Shinzaburo Ritsui, qui l'aide à fuir jusqu'à San Francisco. Son sauveur la force cependant à se prostituer de nouveau, mais elle réussit à fuir et trouve refuge à la Maison Cameron, une mission presbytérienne destinée à aider les prostituées à sortir de leur situation. Elle se convertit au christianisme et travaille sur place tout en prenant des cours d'anglais. En 1903, elle rencontre Kakichi Yamada, un sociologue qui dirige une école d'anglais. Ils tombent amoureux et se marient l'année suivante, puis retournent au Japon en 1906.

## Activisme
Ils s'installent à Tokyo dans le quartier de Yotsuya, où elle découvre les écrits de la pionnière suédoise du droits des femmes Ellen Key, dont les thèmes sont la maternité, la grossesse, l'accouchement, la protection des enfants, et le rôle de l'État dans tout cela. De plus, son mari commence à enseigner les langues étrangères à Sakae Ōsugi, qui présente Waka au magazine de Raichō Hiratsuka, Seitô. Yamada commence alors une carrière de lutte pour les droits des femmes. Elle devient l'un des plus importants membres du mouvement féministe japonais, tout en contribuant fréquemment à Bas-bleuisme. Elle fait connaitre sa propre histoire douloureuse de prostituée, malgré la honte sociale que cela engendre. Elle contribue régulièrement dans la rubrique « Pour les femmes » du journal Asahi Shinbun. Elle devient également la traductrice japonaise d'Olive Schreiner.
Elle se distingue des autres féministes japonaises de l'époque pour son intérêt pour la protection et l'élévation du rôle des femmes comme épouse et mère, inspiré par Ellen Key. Elle fait coïncider ses objectifs avec ceux du Japon impérial qui appuie l'importance de bonnes épouses et de mères aimantes, et a une idéologie pro-nataliste afin d'encourager les enfants à soutenir la guerre. Son attitude lui apporte l'opposition des autres féministes, dont la plupart ne soutiennent pas les buts du Japon impérial, mais prônent pour plus d'égalité avec les hommes qui sont concernés par leurs rôles d'épouse et de mère. Yamada soutient la « loi pour la protection des enfants et des mères », qui culmine avec la création de l'Association de la femme nouvelle (Shin Fujin Kyokai). En 1934, elle fonde la Ligue des femmes (très vite renommée en Ligue de protection des mères (Bosei Hogo Renmei) et en devient présidente.
Son importance est telle que lorsqu'elle effectue une tournée de conférences aux États-Unis, elle est invitée par Eleanor Roosevelt à la Maison-Blanche le 7 décembre 1937. En 1938, elle ouvre le premier refuge pour femmes et enfants abusés du Japon.
Après la Seconde Guerre mondiale, elle est troublée de voir un service de prostitution (l'Association pour les loisirs et l'amusement) mis en place pour les soldats américains qui occupent le Japon. Mais alors que ces bordels sont rapidements fermés, il reste de nombreuses prostituées dans les rues de cette époque difficile après la guerre, dont la plupart ont perdu leurs domiciles et leurs familles. Pour les aider, Yamada ouvre une école à Tokyo similaire à la Maison Cameron, en 1947, pour donner un enseignement aux prostituées.

## Dans la culture populaire
Dans le roman graphique Sous le soleil de minuit, publié en 2015 par le scénariste Juan Díaz Canales et le dessinateur Rubén Pellejero, Waka Yamada est secourue par Corto Maltese en 1915 à Dawson en Alaska où elle est prisonnière d'une souteneuse de la mafia japonaise.